# Iuliu Maniu
Iuliu Maniu (ur. 8 stycznia 1873 w Pericei, zm. 5 lutego 1953 w Syhocie) – rumuński działacz narodowy z Siedmiogrodu, organizator rumuńskiego ruchu ludowego, jeden z najważniejszych rumuńskich polityków okresu międzywojennego. Przewodniczący Partii Narodowo-Chłopskiej (rum. Partidul Național-Țărănesc – PNT), trzykrotnie sprawował funkcję premiera (w latach 1928–1930, w 1930 roku i w latach 1932–1933).

## Życiorys
Z końcem I wojny światowej, w październiku 1918 r., wraz z T. Mihalim zorganizował w Siedmiogrodzie Centralną Radę Narodową Rumuńską, która uzyskała szerokie poparcie rumuńskiego społeczeństwa. Wyłoniona z Rady piętnastoosobowa Rada Rządząca z I. Maniu na czele uchwaliła w ciągu 1919 r. szereg aktów organizujących życie w Siedmiogrodzie, w tym dekrety o reformie rolnej, o nacjonalizacji uniwersytetu w Klużu i in. Wraz z A. Vaidą-Voievodem kierował umiarkowaną, burżuazyjno-demokratyczną Narodową Partią Siedmiogrodu, która w 1926 r. wraz z bardziej lewicową Partią Chłopską utworzyła dynamicznie działające stronnictwo „narodowo-chłopskie”. W wyborach parlamentarnych z tegoż roku ta nowa Partia Narodowo-Chłopska stała się trzecią siłą polityczną w kraju, uzyskując 28% głosów. Przeciwstawiające się opcji liberalnej, w maju 1928 r. Maniu zwołał do Alba Iulia ogromną manifestację chłopską obliczaną na 100–200 tys. uczestników, która o mało co nie przerodziła w rozruchy antyrządowe. Doprowadziło to w listopadzie tegoż roku do ustąpienia Vintili Brătianu i zwycięstwa „țărănistów”.
Okres sprawowania funkcji premiera przez I. Maniu przypadł na trudne lata wybuchu światowego kryzysu gospodarczego. Przyniósł on pewne złagodzenie centralizmu państwowego (reforma administracyjna) i ogólnych stosunków politycznych w kraju, chociaż w 1929 r. rząd Maniu krwawo stłumił strajki robotnicze w zagłębiu górniczym Lupeni, gdzie padło ok. 100 zabitych i rannych. Szukając poparcia dla swej polityki wśród obcych kapitalistów, musiał Maniu poczynić szereg ustępstw na ich korzyść, jednak nie chciał się zgodzić na objęcie tronu przez księcia Karola. Gdy Karol przybył jednak w czerwcu 1930 r. do Bukaresztu i objął panowanie jako Karol II, Maniu ustąpił z rządu. Kierowanie nim powierzono mu jeszcze raz, na krótko na przełomie 1932 i 1933 r. W tym czasie zaznaczyła się u niego wyraźny spadek radykalizmu społecznego i wzrost tendencji nacjonalistycznych, co przed grudniowymi wyborami do parlamentu w 1937 r. zaowocowało nawet zawarciem częściowego porozumienia wyborczego z jawnie faszyzującą Żelazną Gwardią.
W czasie II wojny światowej, w momencie przejścia Rumunii na stronę aliantów wszedł jako przedstawiciel swojej partii w skład nowego rządu, powołanego przez króla Michała I 23 sierpnia 1944 r. W grudniu 1945 r. wszedł również do zreorganizowanego rządu Petru Grozy, który 6 lutego następnego roku został uznany przez Wielką Brytanię i Stany Zjednoczone. W 1947 r., po odgórnym rozwiązaniu Partii Narodowo-Chłopskiej, został aresztowany przez władze komunistyczne i w listopadzie skazany na dożywocie w procesie pokazowym. Zmarł w wyznaczonym mu zamiast więzienia (ze względu na wiek) miejscu odosobnienia Sighet.